# ابو جود
ابو جود محمد بن احمد بن لیث ریاضیدان ایرانی سدهٔ ۴ هجری قمری/۱۰ میلادی است. او از معاصران ابوریحان بیرونی بوده و با وی و ابوجعفر خازن مکاتباتی داشته است. بیرونی و خیام در آثارشان از او نام برده‌اند. دربارهٔ زندگی او اطلاعات چندانی در دست نیست. به نظر می‌رسد در شرق خراسان، در قلمرو فرمان‌روایی سامانیان می‌زیسته است. صاعد اندلسی محل اقامت او را بلنسیه و شغل او را قضا و سال درگذشتش را ۱۰۱۴ یا ۱۰۱۵ میلادی / ۴۰۵ قمری آورده است، اما منابع دیگر به این اطلاعات اشاره‌ای نکرده‌اند. وی پس از آموختن دانش ریاضیات روزگار خویش و احتمالاً برخی علوم دیگر، به دبیری مشغول شد. و از ادامهٔ درس و تحقیق بازماند.
در دوران ابو جود چند مسئلهٔ هندسی، از جمله تقسیم دایره به ۷ و ۹ جزء برابر که پیش‌از آن دوران، از سوی ریاضی‌دانان یونان مطرح شده و تا این زمان راه‌حل علمی نیافته بود، مورد توجه بود. تقسیم دایره به ۷ جزء برابر بیش از مسائل دیگر، مورد توجه بوده در مکاتبات میان ریاضیدانان آن دوران از آن فراوان سخن گفته شده‌است. در این دوران بجز ابو جود، چهار تن برای پیدا کردن راه‌حل رسم ۷ ضلعی منتظم تلاش می‌کردند: صاغانی، ابوسهل بیژن کوهی، سجزی و ابن سهل، به نظر می‌رسد نخستین کسی که راه علمی رسم ۷ ضلعی را یافت، ابوالجود بود، اگرچه در نتیجهٔ خطای محاسباتی ابو جود، نیمی از این موفقیت به نام ابن سهل که موفق به رفع آن خطا گردید، ثبت شده‌است.
ازجمله آثار به‌جا مانده از او کتاب عمل المسبع فی الدائرة، مقاله‌ای در پاسخ به ۴ پرسش ابوریحان بیرونی دربارهٔ مسائل هندسی و مقاله‌ای پیرامون سه پرسش هندسی است که این مقالهٔ توسط کارل شوی به آلمانی ترجمه و در ۱۹۲۵ میلادی در مجلهٔ ایسیس چاپ شد.